# Maria Costanza Moroni
Maria Costanza Moroni, detta Mimma (29 settembre 1969), è una triplista, lunghista, altista e multiplista italiana.

## Biografia
Fu due volte campionessa italiana assoluta in tre diverse discipline: salto triplo, salto in alto indoor e pentathlon indoor. Partecipò anche a diverse manifestazioni internazionali, a livello giovanile e assoluto, tra cui i campionati europei e mondiali juniores (rispettivamente nel 1987 e 1988, in entrambi i casi nel salto in lungo), le Universiadi del 1997 e i i campionati europei del 1998 (in questi ultimi due casi nel salto triplo).
Ha continuato a praticare l'atletica leggera anche nelle categorie master, con ottimi risultati, che includono quattro medaglie d'oro e quattro argenti ai campionati mondiali master, tre ori e due argenti agli europei master e due ori agli europei master indoor. A livello nazionale ha conquistato dieci titoli italiani master (in diverse categorie d'età) e ha stabilito diversi record, sia all'aperto che indoor.

## Record nazionali

### Master
Outdoor
- 80 metri piani MF40: 10"03 ( Santhià, 24 marzo 2012)
- 300 metri piani MF40: 41"5 m ( Vercelli, 26 marzo 2011)
- 400 metri piani MF45: 58"78 ( Biella, 24 giugno 2016)
- 80 metri ostacoli MF45 (76 cm): 12"01 ( Lione, 14 agosto 2015)
- 300 metri ostacoli MF50 (76 cm): 47"33 ( Torino, 2 agosto 2019)
- Salto in alto MF45: 1,61 m ( Santhià, 18 ottobre 2014)
- Salto in lungo MF45: 5,61 m ( Lione, 11 agosto 2015)
- Eptathlon MF35: 4796 p. ( Biella, 3 maggio 2004)
- Staffetta 4×100 metri:
  - MF45: 50"92 ( Lione, 16 agosto 2015)
  - MF50: 53"21 ( Jesolo, 14 settembre 2019)
- Staffetta 4×400 metri:
  - MF40: 3'57"23 ( Lione, 16 agosto 2015)
  - MF45: 4'13"13 ( Malaga, 16 settembre 2018)
  - MF50: 4'16"06 ( Caorle, 15 settembre 2019)

Indoor
- 60 metri ostacoli MF45: 9"22 ( Ancona, 2 aprile 2016)
- Salto in alto MF45: 1,62 m ( Padova, 23 gennaio 2016)
- Pentathlon MF35: 3763 p. ( Ancona, 12 febbraio 2005)

## Progressione

### Salto in lungo
| Stagione | Misura | Luogo             | Data      | Rank. Mond. |
| -------- | ------ | ----------------- | --------- | ----------- |
| 2019     | 5,08 m | Caorle            | 9-9-2019  |             |
| 2018     | 5,27 m | Asti              | 7-10-2018 |             |
| 2016     | 5,45 m | Nembro            | 28-5-2016 |             |
| 2015     | 5,55 m | Mondovì           | 2-6-2015  |             |
| 2014     | 5,03 m | Milano            | 14-9-2014 |             |
| 2013     | 5,35 m | Torino            | 14-7-2013 |             |
| 2012     | 5,53 m | Donnas            | 14-7-2012 |             |
| 2006     | 5,74 m | Pergine Valsugana | 24-9-2006 |             |
| 2004     | 5,76 m | Firenze           | 10-7-2004 |             |
| 2003     | 5,98 m | Milano            | 27-6-2003 |             |
| 2001     | 5,89 m | Catania           | 8-7-2001  |             |
| 2000     | 6,07 m | Torino            | 4-6-2000  |             |
| 1998     | 6,47 m | Formia            | 17-5-1998 |             |
| 1997     | 5,87 m | Rovereto          | 20-8-1997 |             |
| 1988     | 6,13 m | Greater Sudbury   | 30-7-1988 |             |
| 1987     | 5,94 m | Birmingham        | 6-8-1987  |             |

### Salto triplo
| Stagione | Misura  | Luogo             | Data      | Rank. Mond. |
| -------- | ------- | ----------------- | --------- | ----------- |
| 2008     | 12,10 m | Lodi              | 17-5-2008 |             |
| 2007     | 12,69 m | Caorle            | 29-9-2007 |             |
| 2006     | 13,03 m | Pergine Valsugana | 23-9-2006 |             |
| 2005     | 12,58 m | Castelló          | 11-6-2005 |             |
| 2004     | 12,89 m | Roma              | 26-6-2004 |             |
| 2003     | 13,44 m | Napoli            | 10-6-2003 |             |
| 2002     | 13,14 m | Pescara           | 14-9-2002 |             |
| 2001     | 13,82 m | Catania           | 7-7-2001  |             |
| 2000     | 13,71 m | Avezzano          | 20-8-2000 |             |
| 1998     | 14,25 m | Formia            | 12-7-1998 |             |
| 1997     | 13,97 m | Catania           | 29-8-1997 |             |
| 1996     | 13,23 m | Rieti             | 29-9-1996 |             |

### Salto triplo indoor
| Stagione | Misura  | Luogo       | Data      | Rank. Mond. |
| -------- | ------- | ----------- | --------- | ----------- |
| 2008/09  | 12,38 m | Torino      | 22-2-2009 |             |
| 2007/08  | 13,22 m | Genova      | 24-2-2008 |             |
| 2003/04  | 13,05 m | Genova      | 22-2-2004 |             |
| 2002/03  | 13,25 m | Genova      | 23-2-2003 |             |
| 2001/02  | 13,20 m | Modena      | 2-2-2002  |             |
| 2000/01  | 13,65 m | Torino      | 25-2-2001 |             |
| 1999/00  | 13,69 m | Modena      | 23-1-2000 |             |
| 1998/99  | 14,10 m | Roma        | 23-1-1999 |             |
| 1997/98  | 13,62 m | Castellanza | 24-1-1998 |             |
| 1996/97  | 13,58 m | Genova      | 23-2-1997 |             |

## Palmarès
| Anno            | Manifestazione        | Sede            | Evento                 | Risultato      | Prestazione | Note |
| --------------- | --------------------- | --------------- | ---------------------- | -------------- | ----------- | ---- |
| 1987            | Europei juniores      | Birmingham      | Salto in lungo         | 9ª             | 5,94 m      |      |
| 1988            | Mondiali juniores     | Greater Sudbury | Salto in lungo         | 8ª             | 6,13 m      |      |
| 1997            | Universiadi           | Catania         | Salto triplo           | 11ª            | 13,06 m     |      |
| 1998            | Europei               | Budapest        | Salto triplo           | Qualificazioni | 13,89 m     |      |
| Attività master |                       |                 |                        |                |             |      |
| 2011            | Mondiali master       | Sacramento      | 200 m piani MF40       | Qualificazioni | dns         |      |
| 2011            | Mondiali master       | Sacramento      | Salto triplo MF40      | Qualificazioni | dns         |      |
| 2015            | Mondiali master       | Lione           | 80 m ostacoli MF45     | Oro            | 12"01       |      |
| 2015            | Mondiali master       | Lione           | Salto in lungo MF45    | Oro            | 5,6 m       |      |
| 2015            | Mondiali master       | Lione           | Staffetta 4×100 m MF45 | Argento        | 50"92       |      |
| 2015            | Mondiali master       | Lione           | Staffetta 4×400 m MF45 | Oro            | 3'57"23     |      |
| 2016            | Europei master indoor | Ancona          | 60 m ostacoli MF45     | Oro            | 9"22        |      |
| 2016            | Europei master indoor | Ancona          | Salto in lungo MF45    | Oro            | 5,35 m      |      |
| 2018            | Mondiali master       | Malaga          | 80 m ostacoli MF45     | Argento        | 12"40       |      |
| 2018            | Mondiali master       | Malaga          | Salto in lungo MF45    | Oro            | 5,20 m      |      |
| 2018            | Mondiali master       | Malaga          | Staffetta 4×100 m MF45 | Argento        | 53"32       |      |
| 2018            | Mondiali master       | Malaga          | Staffetta 4×400 m MF45 | Argento        | 4'13"13     |      |
| 2019            | Europei master        | Caorle          | 80 m ostacoli MF50     | Argento        | 13"33       |      |
| 2019            | Europei master        | Caorle          | Salto in lungo MF50    | Oro            | 5,08 m      |      |
| 2019            | Europei master        | Caorle          | 300 m ostacoli MF50    | Oro            | 47"42       |      |
| 2019            | Europei master        | Caorle          | Staffetta 4×100 m MF50 | Argento        | 53"21       |      |
| 2019            | Europei master        | Caorle          | Staffetta 4×400 m MF50 | Oro            | 4'16"06     |      |

## Campionati nazionali
- 1 volta campionessa italiana assoluta del salto triplo (1998)
- 1 volta campionessa italiana assoluta del salto in alto indoor (1992)
- 1 volta campionessa italiana assoluta del pentathlon indoor (1988)

1988
- Bronzo ai campionati italiani assoluti indoor, salto in lungo - 6,09 m
- Oro ai campionati italiani assoluti indoor, pentathlon[4] - 4012 p.

1992
- Oro ai campionati italiani assoluti indoor, salto in alto - 1,86 m

1996
- Bronzo ai campionati italiani assoluti, salto triplo - 13,29 m

1997
- Oro ai campionati italiani assoluti, salto triplo - 14,22 m

1998
- Argento ai campionati italiani assoluti indoor, salto triplo - 13,61 m

2000
- Argento ai campionati italiani assoluti, salto triplo - 13,62 m

2001
- Argento ai campionati italiani assoluti indoor, salto triplo - 13,65 m
- 10ª ai campionati italiani assoluti, salto in lungo - 5,89 m
- Argento ai campionati italiani assoluti, salto triplo - 13,82 m

2002
- 5ª ai campionati italiani assoluti indoor, salto triplo - 12,90 m
- 5ª ai campionati italiani assoluti, salto triplo - 13,05 m

2003
- 7ª ai campionati italiani assoluti indoor, salto triplo - 13,24 m
- 7ª ai campionati italiani assoluti, salto in lungo - 6,00 m
- 5ª ai campionati italiani assoluti, salto triplo - 13,35 m

2004
- 6ª ai campionati italiani assoluti indoor, salto in lungo - 5,80 m
- 6ª ai campionati italiani assoluti indoor, salto triplo - 13,05 m
- 10ª ai campionati italiani assoluti, salto in lungo - 5,76 m
- 10ª ai campionati italiani assoluti, salto triplo - 12,56 m

2005
- 7ª ai campionati italiani assoluti di prove multiple indoor, pentathlon - 3492 p.

2006
- 14ª ai campionati italiani assoluti, salto triplo - 12,52 m

2008
- Bronzo ai campionati italiani assoluti indoor, salto in alto - 1,74 m
- Bronzo ai campionati italiani assoluti indoor, salto triplo - 13,22 m

2009
- 17ª ai campionati italiani assoluti indoor, salto triplo - 12,38 m

2015
- Oro ai campionati italiani master, 400 metri piani MF45 - 1'00"52
- Oro ai campionati italiani master, 80 metri ostacoli MF45 - 12"42
- Oro ai campionati italiani master, salto in lungo MF45 - 5,30 m

2016
- 11ª ai campionati italiani assoluti di prove multiple indoor, pentathlon - 3243 p.
- Oro ai campionati italiani master, 400 metri piani MF45 - 59"34
- Oro ai campionati italiani master, 80 metri ostacoli MF40-45 - 12"36
- Argento ai campionati italiani master, salto in lungo MF40-45 - 5,26 m

2017
- Squalificata ai campionati italiani master indoor, 200 metri piani MF45
- Oro ai campionati italiani master indoor, 60 metri ostacoli MF45 - 9"41

2018
- Bronzo ai campionati italiani master indoor, 200 metri piani MF45 - 27"60
- Oro ai campionati italiani master indoor, 60 metri ostacoli MF45 - 9"36

2019
- Oro ai campionati italiani master, 80 metri ostacoli MF50-55 - 13"56
- Oro ai campionati italiani master, 300 metri ostacoli MF50-55 - 49"18
- Oro ai campionati italiani master, salto in lungo MF40-50 - 4,91 m